# Linduška luční
Linduška luční (Anthus pratensis) je malý zpěvný pták z čeledi konipasovitých (Motacillidae).

## Taxonomie
Druh se 2 poddruhy:
- A. p. whistleri Clancey, 1942 – severní Skotsko, Irsko.
- A. p. pratensis (Linnaeus, 1758) – zbývající část areálu rozšíření.[2]

## Popis
Je přibližně stejně velká jako vrabec, dorůstá délky 14–15 cm, v rozpětí křídel měří 22–25 cm a váží 18–20 g. Opeření má nevýrazné, svrchu šedohnědé, na spodině krémově bílé, s černým pruhováním na většině těla. Světlého zbarvení jsou také vnější okraje hnědého ocasu a dvojice úzkých pruhů na křídlech. Oči i tenký zobák má tmavý, končetiny s nápadně dlouhým zadním drápem růžové. Obě pohlaví jsou zbarvena stejně.
Je velmi podobná o něco větší lindušce lesní (A. trivialis), která má méně výrazné tmavé pruhování, výraznější zbarvení na hlavě a kratší zadní dráp.

## Hlas
Nejčastěji se ozývá ostrým, často několikrát opakovaným „ist“. Zpívající samci vyletují z vyvýšeného místa do výšky, odkud pomalu klesají zpět dolů.

## Rozšíření
Hnízdí na rozsáhlém území severní poloviny Evropy a v severozápadní Asii, v rozmezí od jihovýchodního Grónska a Islandu východně až po pohoří Ural a jižně po střední Francii a Rumunsko; izolovaná populace žije také na Kavkaze. Je převážně tažná se zimovišti v jižní Evropě, severní Africe a jihozápadní Asii, ptáci v Irsku a ve Velké Británii však na svých hnízdištích setrvávají po celý rok, ačkoli se obvykle přesouvají na pobřeží nebo do nížin.
Evropská populace druhu je odhadována na 7–16 milionů hnízdících párů. Od roku 1980 však vykazuje mírně klesající trend, zatímco v České republice, kde hnízdí v počtu 30-60 tisíc párů, její početnost klesá již silně.

## Prostředí
Hnízdí na vlhkých loukách, pastvinách a v bažinách, přes zimu se vyskytuje také v jiných typech otevřené krajiny.

## Potrava
Živí se především hmyzem a jinými malými bezobratlými živočichy, zejména v zimě pak požírá také semena a bobule.

## Hnízdění

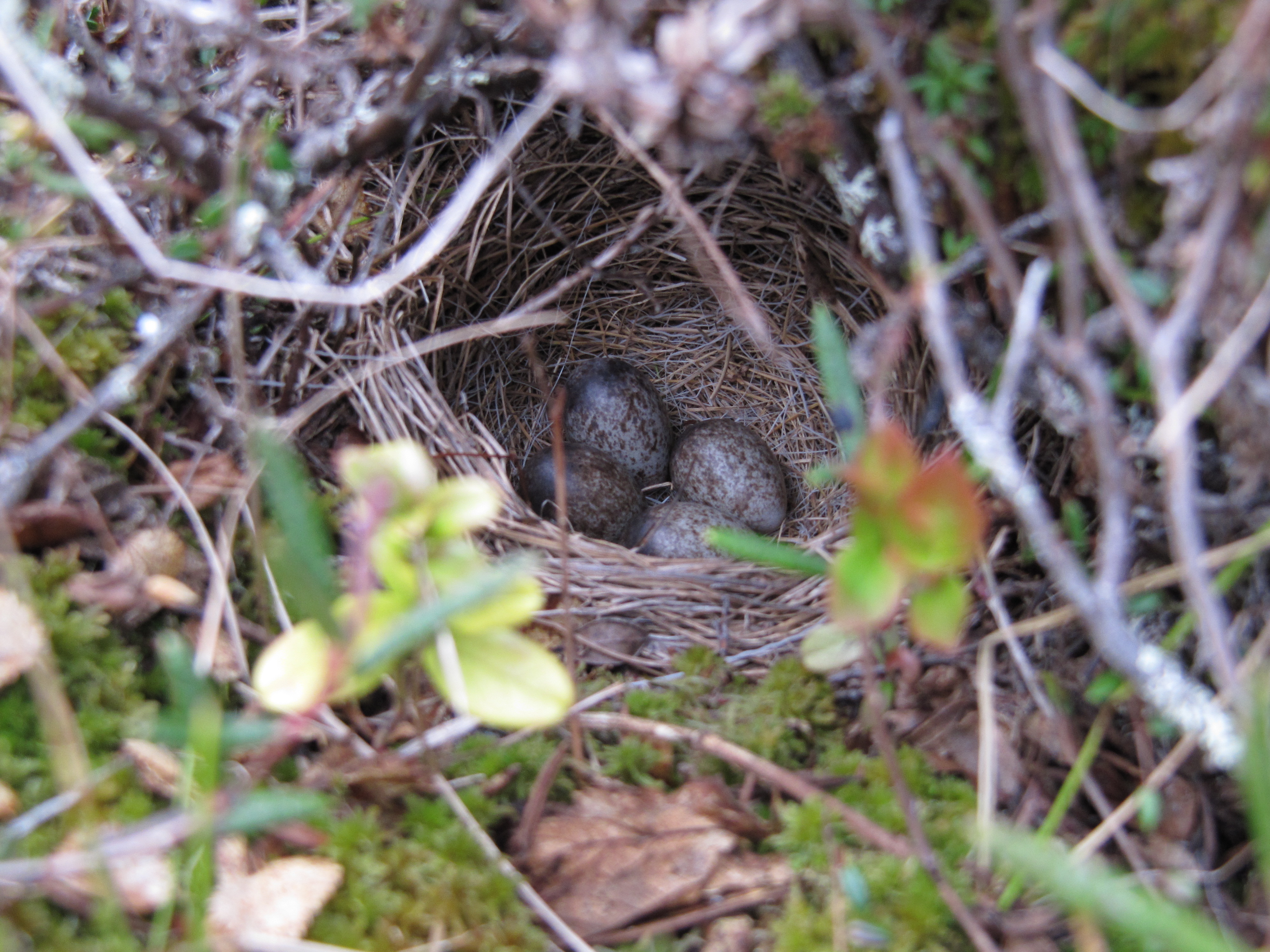
Hnízdo s vejci

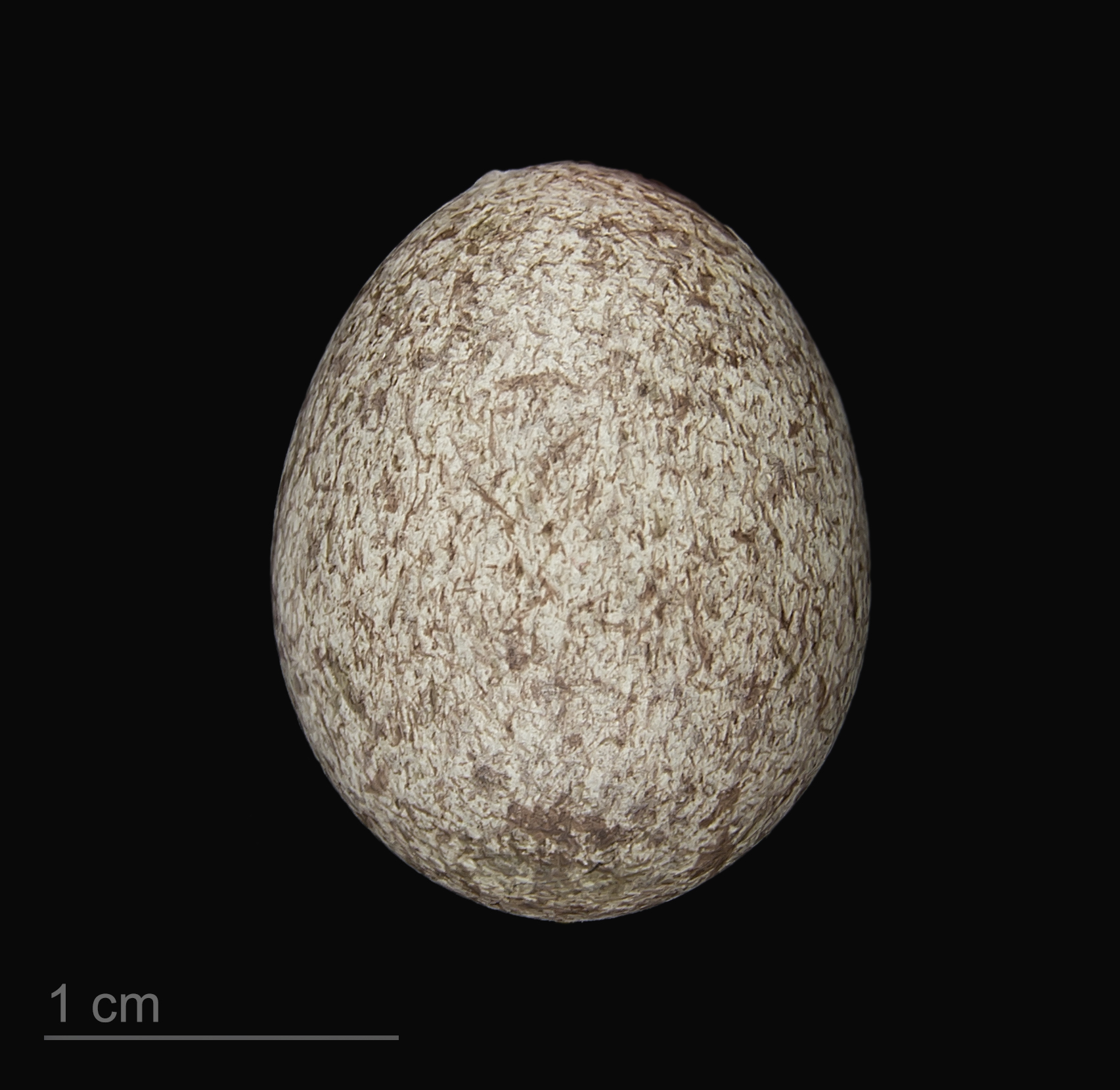
Anthus pratensis

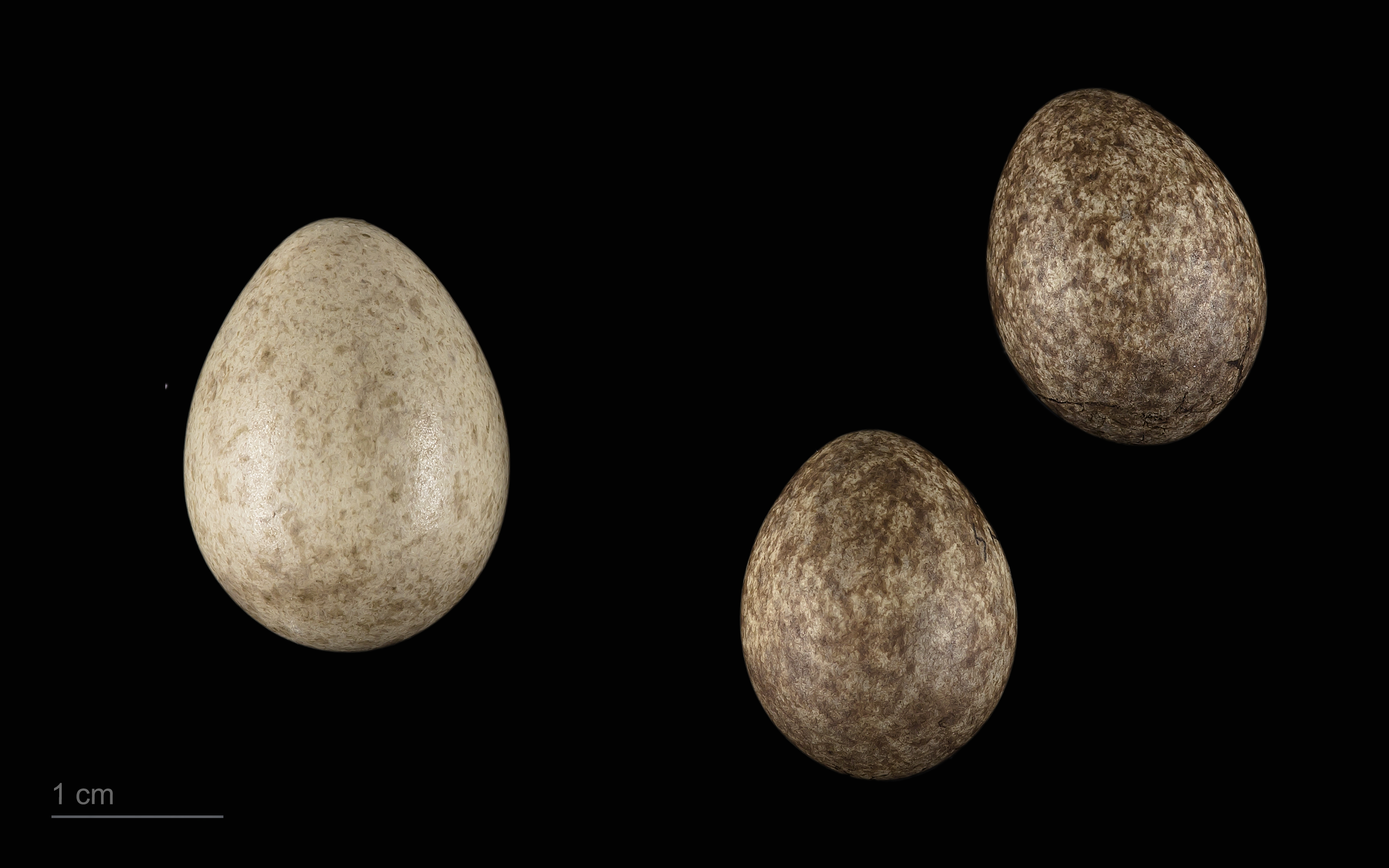
Cuculus canorus canorus + Anthus pratensis

Ve střední Evropě hnízdí 1× až 2× ročně od dubna do července. Hnízdo v podobě rostlinami vystlaného důlku v zemi staví dobře ukryté v husté vegetaci. V jedné snůšce je 2–7 (nejčastěji 3–5) světlých, hnědě skvrnitých vajec, na kterých sedí 11–15 dnů pouze samice. Mláďata, která krmí oba rodiče, jsou opeřena po dalších 10–14 dnech. Linduška luční je též jedním z nejvýznamnějších hostitelů kukačky obecné (Cuculus canorus).